# Michel Morganella
Michel Morganella (Sierre, 17 de mayo de 1989) es un exfutbolista suizo que jugaba de defensa.

## Selección nacional
En julio de 2012 fue incluido en la lista de 18 jugadores que representaron a Suiza en el Torneo de Fútbol Masculino de los Juegos Olímpicos de Londres 2012. Luego el Comité Olímpico de Suiza decidió expulsarlo por emitir un tuit racista en su cuenta: «¡Quiero darle una paliza a todos los surcoreanos! ¡Montón de retrasados mentales!».

## Clubes
| Club                  | País   | Año       |
| --------------------- | ------ | --------- |
| F. C. Basilea         | Suiza  | 2006-2009 |
| U. S. Palermo         | Italia | 2009-2010 |
| Novara Calcio         | Italia | 2010-2012 |
| U. S. Palermo         | Italia | 2012-2018 |
| F. C. Rapperswil-Jona | Suiza  | 2018-2019 |
| Calcio Padova         | Italia | 2019      |
| Livorno Calcio        | Italia | 2019-2020 |
| F. C. Chiasso         | Suiza  | 2020-2023 |
| F. C. Rancate         | Suiza  | 2023      |
| F. C. Chiasso         | Suiza  | 2023-2024 |